# Happy! (манґа)
Happy! (яп. ハッピー!, Happī!, укр. Щаслива!) — японська спортивна манґа, написана та проілюстрована Наокі Урасавою. З 1993 по 1999 роки випускалася в журналі Big Comic Spirits із 254 розділами, зібраними видавництвом Shogakukan у 23 томи-танкобони. Історія розповідає про героїню-підлітка, яка починає кар'єру професійної тенісистки, щоб повернути величезний борг свого брата перед кредитними акулами якудза, погрожуючи, що в разі невдачі вони змусять її зайнятися проституцією.
Серіал був адаптований у два телевізійні фільми, які транслювалися на каналі TBS у 2006 році.
Тираж серії манґи становить понад 18 мільйонів копій.

## Сюжет
Після смерті батьків Міюкі Уміно одна виховує братів і сестер. Одного разу її відвідують двоє якудза, які вимагають відшкодувати борг у розмірі 250 мільйонів єн, укладений її старшим братом, про якого вона нічого не знає. Щоб уникнути проституції, вона залишила середню школу і вирішила почати кар'єру професійної тенісистки. Обдарована в цій дисципліні, вона вже виграла багато призів, але тепер вона повинна досягти успіху та виграти найбільші чемпіонати, щоб швидко розплатитися зі своїм кредитором, який хотів би бачити її на трасі.

## Персонажі
Уміно Міюкі (яп. 海野 幸, Umino Miyuki)
Головна героїня історії, Міюкі — тенісна вундеркіндка, здатна обіграти одну з найкращих тенісисток Японії, навіть коли не тренується. Вона має чисте серце і віддана своїй сім'ї понад усе, але її відчайдушність та інтриги оточуючих швидко створюють їй жахливу репутацію «поганої тенісної дівчинки».
Уміно Єясу (яп. 海野 家康, Umino Ieyasu)
Брат Міюкі, який зникає одразу після початку манґи, але його непродумані бізнес-схеми призводять до величезного боргу, який Міюкі мусить сплатити. Він відчуває провину за те, що став причиною смерті їхніх батьків, і його схеми швидкого збагачення є спробою компенсувати бідність, яку він спричинив своїм братам і сестрам.
Сакурада Дзюндзі (яп. 桜田 純二, Sakurada Junji)
Колектор якудза, який стоїть у тіні Міюкі та її кар'єри, сам колись був спортсменом-початківцем і поперемінно то погрожує, то підтримує, то відштовхує. Він сподівається, що вона досягне успіху, і затягує час, коли начальство тисне на нього, щоб він не давав їй шансу, але він регулярно вказує на майже стовідсоткову марність того, що вона робить.
Каку Кікуко (яп. 賀来 菊子, Kaku Kikuko)
Перспективна молода зірка тенісу, перша суперниця Міюкі, яка після поразки стає палкою прихильницею вундеркіндки. Каку — лесбійка, яка принаймні трохи закохана в Міюкі, і це використовується для поширення злісних чуток про те, що Міюкі спокусила Каку.
Оторі Кеїтіро (яп. 鳳 圭一郎, Ōtori Keiichirō)
Син однієї з грандів японського тенісу, він ходив до школи разом з Міюкі, і вона звертається до нього по допомогу, щоб розпочати свою тенісну кар'єру. Однак він перебуває під тиском своєї тиранічної матері, і це обмежує допомогу, яку він може їй надати. Він хороший тенісист, але його мати вирішує, що йому бракує потенціалу, щоб стати найкращим, і забороняє йому продовжувати професійну тенісну кар'єру.
Оторі Утако (яп. 鳳 唄子, Ōtori Utako)
Мати Кеїтіро, яка колись була чемпіонкою Японії. Вона багата, марнославна, черства і мстива, ненавидить Міюкі за те, що вона донька чоловіка, якого не змогла отримати. Проте вона погоджується спонсорувати і тренувати Міюкі, щоб з її допомогою присоромити сім'ю-суперницю Рюґасакі. Погана репутація Міюкі починається з того, що Утако навчає Міюкі дуже неспортивного маневру на тенісному корті і наполягає, щоб Міюкі використовувала його, щоб принизити суперницю.
Рюґасакі Тьоко (яп. 竜ヶ崎 蝶子, Ryūgasaki Chōko)
Донька Ханае Рюґасакі, суперниці Утако з Кіото. Тьоко також є недобросовісною заклятою суперницею Міюкі, яка залюбки саботує Міюкі жорстокими розіграшами та брудними чутками. Вона зображає себе милою і невинною жертвою злоби Міюкі.
Усіяма Санда (яп. サンダー牛山, Ushiyama Sandā)
Досить розпусний тенісний тренер Міюкі. Раніше він тренував відомих тенісистів, але був довічно відсторонений від спорту, коли його звинуватили в підтасовуванні результатів гри. Однак, він, очевидно, винятковий тренер і був особисто найнятий мадам Оторі, щоб тренувати Міюкі.

## Медіа

### Манґа
Написана та проілюструвана Наокі Урасавою, манґа у 1993 році почала щотижневу серіалізацію в Big Comic Spirits. У грудні 1994 року Урасава розпочав півмісячну манґу Monster і працював над обома манґами одночасно до кінця серіалізації Happy! в 1999 році. 254 розділи були зібрані в 23 танкобони між 28 лютого 1994 року та 29 травня 1999 року. Серія була перевидана у 15-ти канценбанах між 25 грудня 2003 року та 30 червня 2004 року.

#### Список томів
| №  | Дата виходу       | ISBN               |
| -- | ----------------- | ------------------ |
| 1  | 28 лютого 1994    | ISBN 4-09-183401-9 |
| 2  | 30 травня 1994    | ISBN 4-09-183402-7 |
| 3  | 30 серпня 1994    | ISBN 4-09-183403-5 |
| 4  | 30 листопада 1994 | ISBN 4-09-183404-3 |
| 5  | 28 лютого 1995    | ISBN 4-09-183405-1 |
| 6  | 30 травня 1995    | ISBN 4-09-183406-X |
| 7  | 30 серпня 1995    | ISBN 4-09-183407-8 |
| 8  | 30 листопада 1995 | ISBN 4-09-183408-6 |
| 9  | 30 січня 1996     | ISBN 4-09-183409-4 |
| 10 | 27 квітня 1996    | ISBN 4-09-183410-8 |
| 11 | 29 червня 1996    | ISBN 4-09-184291-7 |
| 12 | 30 вересня 1996   | ISBN 4-09-184292-5 |
| 13 | 30 листопада 1996 | ISBN 4-09-184293-3 |
| 14 | 2 квітня 1997     | ISBN 4-09-184294-1 |
| 15 | 30 травня 1997    | ISBN 4-09-184295-X |
| 16 | 30 серпня 1997    | ISBN 4-09-184296-8 |
| 17 | 29 листопада 1997 | ISBN 4-09-184297-6 |
| 18 | 30 березня 1998   | ISBN 4-09-184298-4 |
| 19 | 30 червня 1998    | ISBN 4-09-184299-2 |
| 20 | 30 вересня 1998   | ISBN 4-09-184300-X |
| 21 | 19 грудня, 1998   | ISBN 4-09-185221-1 |
| 22 | 26 лютого 1999    | ISBN 4-09-185222-X |
| 23 | 29 травня 1999    | ISBN 4-09-185223-8 |

### Фільми
Манґа була адаптована у два телевізійних фільми, що транслювалися на TBS у 2006 році. Перший, під простою назвою Happy!, вийшов в ефір 7 квітня 2006 року. Він вийшов на DVD 29 листопада 2006 року, і містить сцени, які не були показані під час телевізійної трансляції. Другий фільм, Happy! 2 ~Watashi, Senpai no Tame ni Ganbarimasu~ (яп. Happy!2~私、先輩の為にガンバリます~), вийшов в ефір 26 грудня 2006 року.

## Сприйняття
Тираж серії манґи становить понад 18 мільйонів копій. 2020 року Марк Саммут із Comic Book Resources назвав Happy! Урасави «найдепресивнішою манґою за всю історію» і написав, що вона «знаходить золоту середину між традиційнішими ранніми роботами автора та дослідженнями персонажів, які згодом визначать його найбільші проєкти».